# Fernand Linssen
Fernand Linssen (Etterbeek, 14 oktober 1928 - 19 juni 2011) was een Belgische atleet, die gespecialiseerd was in de sprint. Hij nam tweemaal deel aan de Olympische Spelen en veroverde op twee onderdelen vijf Belgische titels.

## Biografie
Linssen veroverde op de 200 m tussen 1948 en 1952 vier Belgische titels, waarvan drie opeenvolgende. Op deze afstand nam hij deel aan de Olympische Spelen van 1948 in Londen, de Europese kampioenschappen van 1950 in Brussel en de Olympische Spelen van 1952 in Helsinki. Hij werd telkens uitgeschakeld in de reeksen. In 1949 veroverde hij ook de Belgische titel op de 100 m.
Linssen evenaarde in 1950 met een tijd van 21,7 s het Belgisch record van Julien Saelens op de 200 m.

### Clubs
Linssen was aangesloten bij CA Schaarbeek.

## Belgische kampioenschappen
| Onderdeel | Jaar                   |
| --------- | ---------------------- |
| 100 m     | 1949                   |
| 200 m     | 1948, 1949, 1950, 1952 |

## Persoonlijke records
| Onderdeel | Prestatie | Datum       | Plaats |
| --------- | --------- | ----------- | ------ |
| 100 m     | 10,8 s    | 1948        |        |
| 200 m     | 21,7 s    | 29 mei 1950 | Londen |
| 400 m     | 48,8 s    | 1952        |        |

## Palmares

### 100 m
- 1949:  BK AC - 11,0 s

### 200 m
- 1948:  BK AC - 22,4 s
- 1948: 4e reeks OS in Londen
- 1949:  BK AC - 21,8 s
- 1950:  BK AC – 22,2 s
- 1950: 3e reeks EK in Brussel – 22,4 s
- 1951:  World Student Games (pre-Olympiade) in Luxemburg – 22,2 s
- 1952:  BK AC – 22,3 s
- 1952: 3e reeks OS in Helsinki – 22,3 s

### 4 x 100 m
- 1948: opgave reeks OS in Londen
- 1950: 4e reeks EK in Brussel – 42,2 s

### 4 x 400 m
- 1952: 4e reeks OS in Helsinki – 3.15,8